# 下山村 (愛知県額田郡)
下山村（しもやまむら）は、かつて愛知県額田郡にあった村である。
同一名称の自治体である東加茂郡下山村と隣接しており、昭和の大合併では、この下山村に一部が編入されている。
現在の岡崎市の北部と豊田市南東部に該当する。

## 沿革
- 江戸時代末期、この地域は岡崎藩領、旗本領であった。
- 1878年（明治11年） -
  - 上田代村と折地村が合併し、田折村となる。
  - 伊賀谷村と中保久村が合併し、中伊村となる。
- 1889年（明治22年）10月1日 - 田折村、中伊村、保久（ほっきゅう）村、蕪木（かぶらき）村、田代村、外山村、一色村、富尾（とんびゅう）村、蘭（あららぎ）村が合併し、下山村となる。
- 1956年（昭和31年）9月30日 -
  - 下山村の一部（田代、田折、蕪木、蘭）が分割され、東加茂郡下山村へ編入される。
  - 下山村の残部、豊富村、宮崎村、形埜村が合併し、額田町となる。

## 分割編入の経緯
- 当初の計画では、豊富村、宮崎村、形埜村、下山村で合併であったが、1956年5月、下山村北部の住民より、郡界川対岸の東加茂郡下山村との合併を望む声がでた。最終的には村と住民との話し合いの結果、同年8月に田代、田折、蕪木、蘭村を分割することでまとまったという。

## 学校
- 下山村立下山中学校（額田町立下山中学校）
  - （1973年に額田町立豊富中学校、額田町立形埜中学校、額田町立宮崎中学校と統合。現・岡崎市立額田中学校）
- 下山村立下山小学校（現・岡崎市立下山小学校）
- 下山村立花山小学校（現・豊田市立花山小学校）

## 寺社

### 神社
| - 保久八幡宮（保久） - 津島社（冨尾） | - 神明宮（一色） - 白山社（中伊） | - 若宮社（中伊西） - 神明宮（中伊西） |

### 寺院
| - 善光寺（中伊） - 天然寺（中伊） | - 萬福寺（保久） - 長興寺（保久） | - 明圓寺（一色） - 法性寺（冨尾） |